# Музей гончарства (Вышгород)
Музей гончарства — музей, расположенный в городе Вышгороде Украины на улице Межигорского Спаса, 11—13. Входит в состав Вышгородского историко-культурного заповедника. Один из экспонатов музея — гончарная печь древнего Вышгорода.

## Описание
В середине XX века, во время строительства Киевской ГЭС была обнаружена территория, которая некогда была гончарным центром Древнего Вышгорода. По мнению исследователей, в XI веке здесь на территории в 5—6 гектар действовало 250—300 горнов. Также существует предположение, что здесь изготавливали мерную посуду для налогообложения. На этой территории сейчас находится музей.
Музей гончарства входит в состав Вышгородского историко-культурного заповедника. На территории музея есть павильон с древнейшей в Украине печью для обжига изделий, созданной как минимум в XI веке. Она была обнаружена на участке жилого дома его владельцами и позже оказалась в собственности Вышгородского историко-культурного заповедника. Внутреннее помещение музея украшено скатертями, рушниками, соломой, лозой. В этом доме собраны предметы, которые были найдены на территории древнего центра гончарства. Здесь же представлены работы современных мастеров. Представлены образцы старинной керамической посуды.
Вход в музей платный. Возможно экскурсионное обслуживание. На территории заведения проводят мастер-классы по гончарству для взрослых и детей, по итогам которых участники самостоятельно изготавливают горшки или тарелки.
В мае 2018 года в экспозиции музея появились две лодки-долблёнки, которые были созданы в середине XX века. Всего в музее представлено три лодки, третья изготовлена из цельного ствола ивы. В такую лодку могло поместиться 4—6 человек.

## Галерея

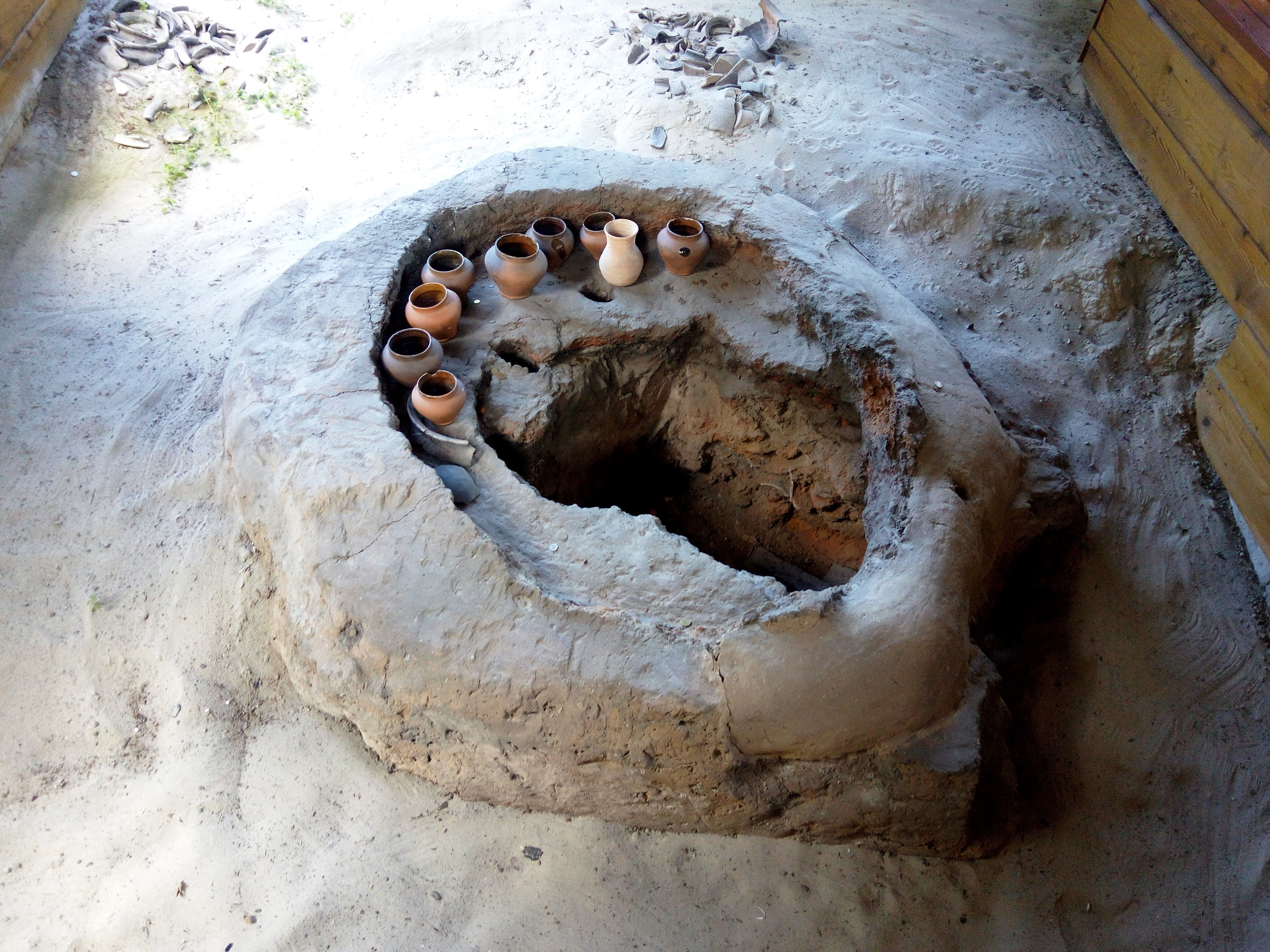
Гончарная печь
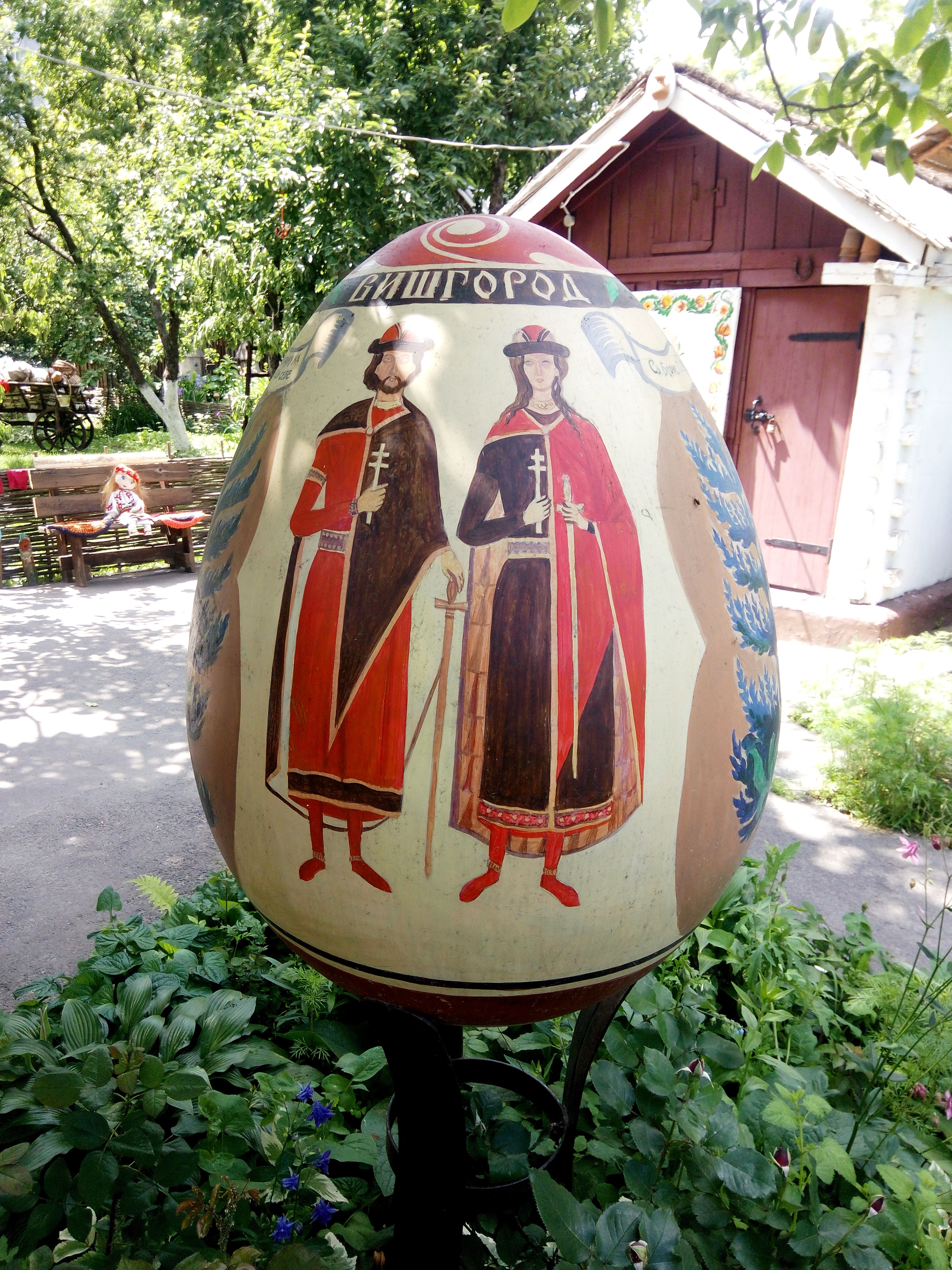
Писанка — расписное пасхальное яйцо
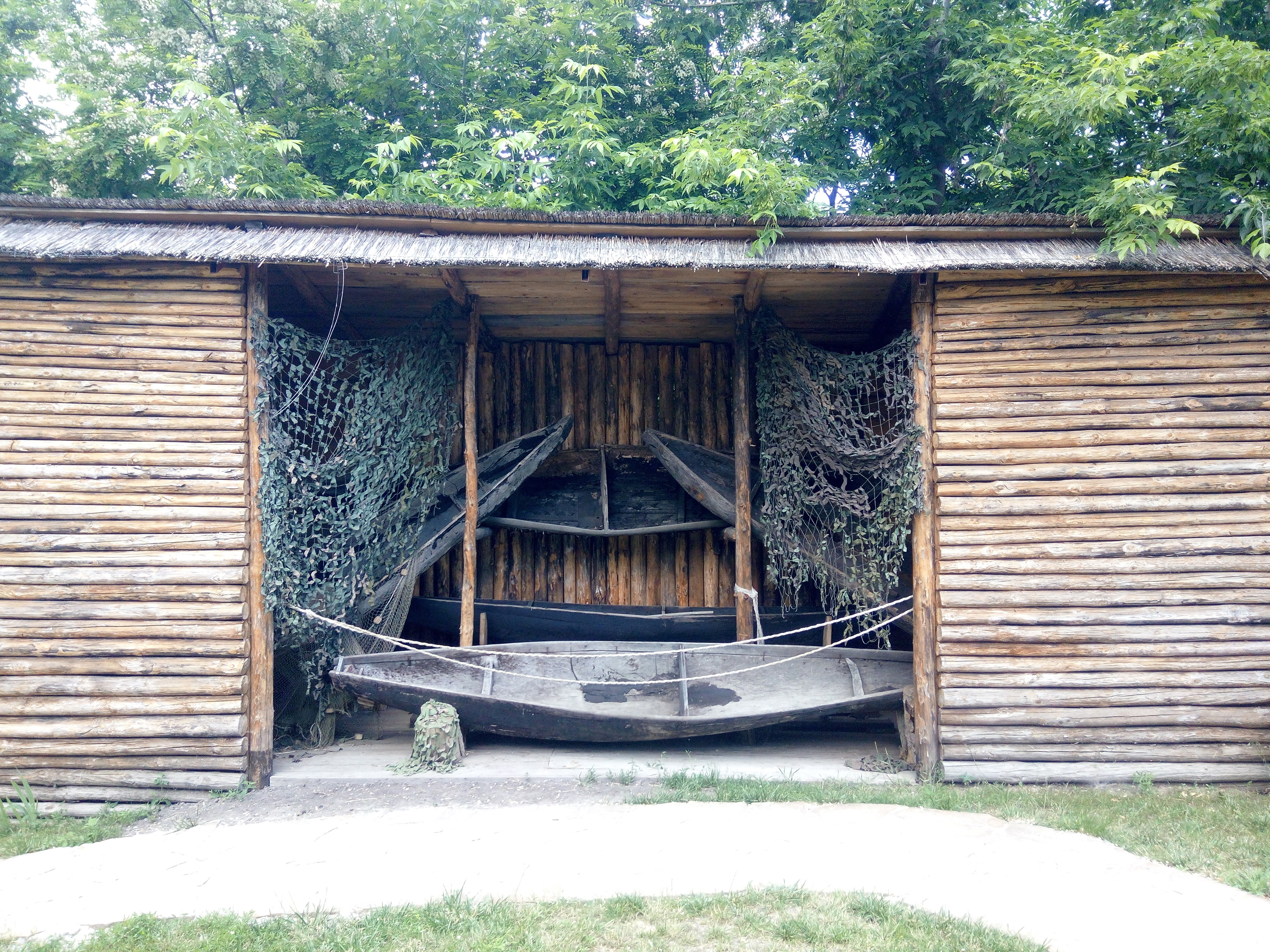
Лодки-долблёнки
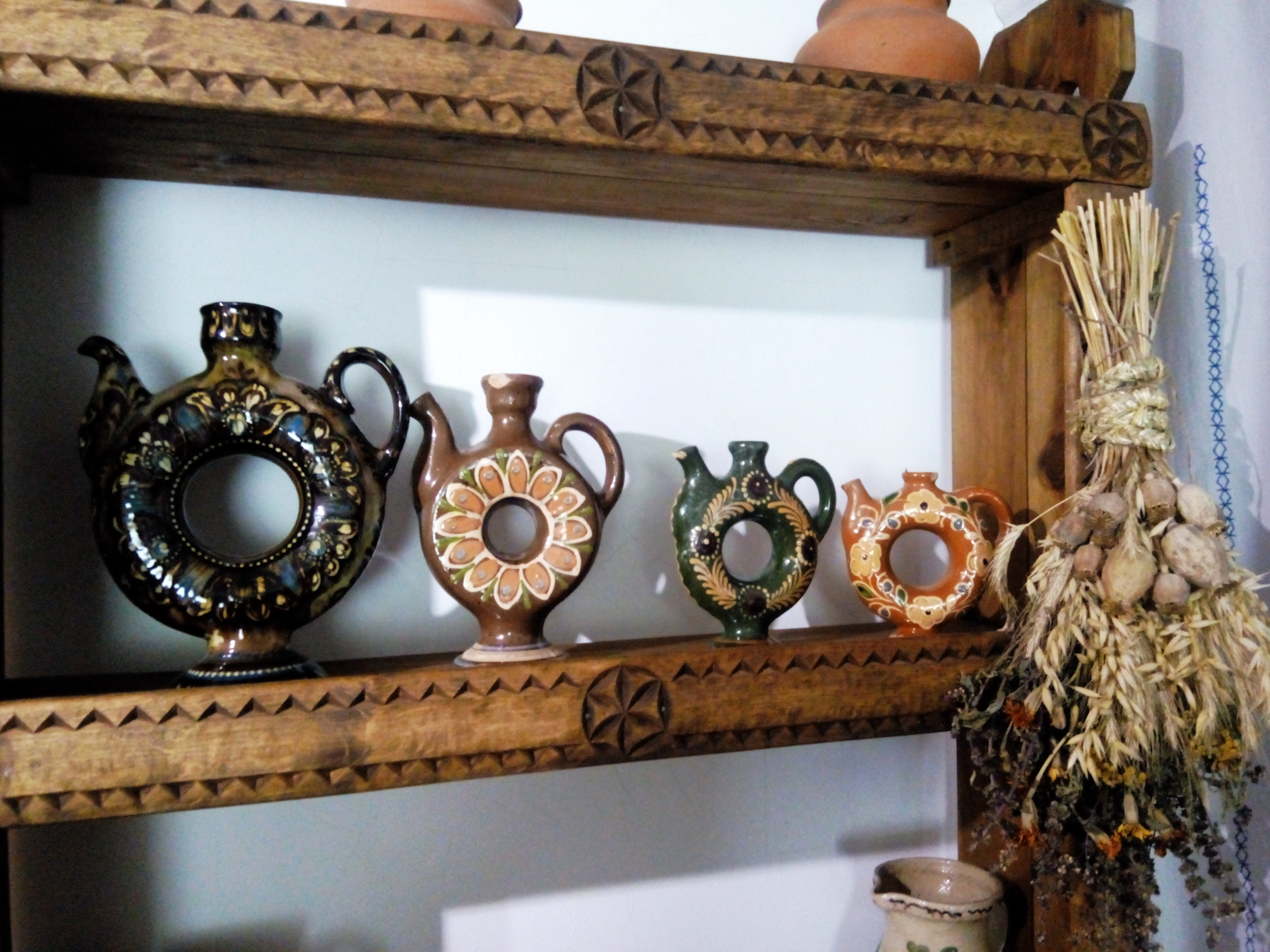
Куманцы — керамические сосуды для воды и вина
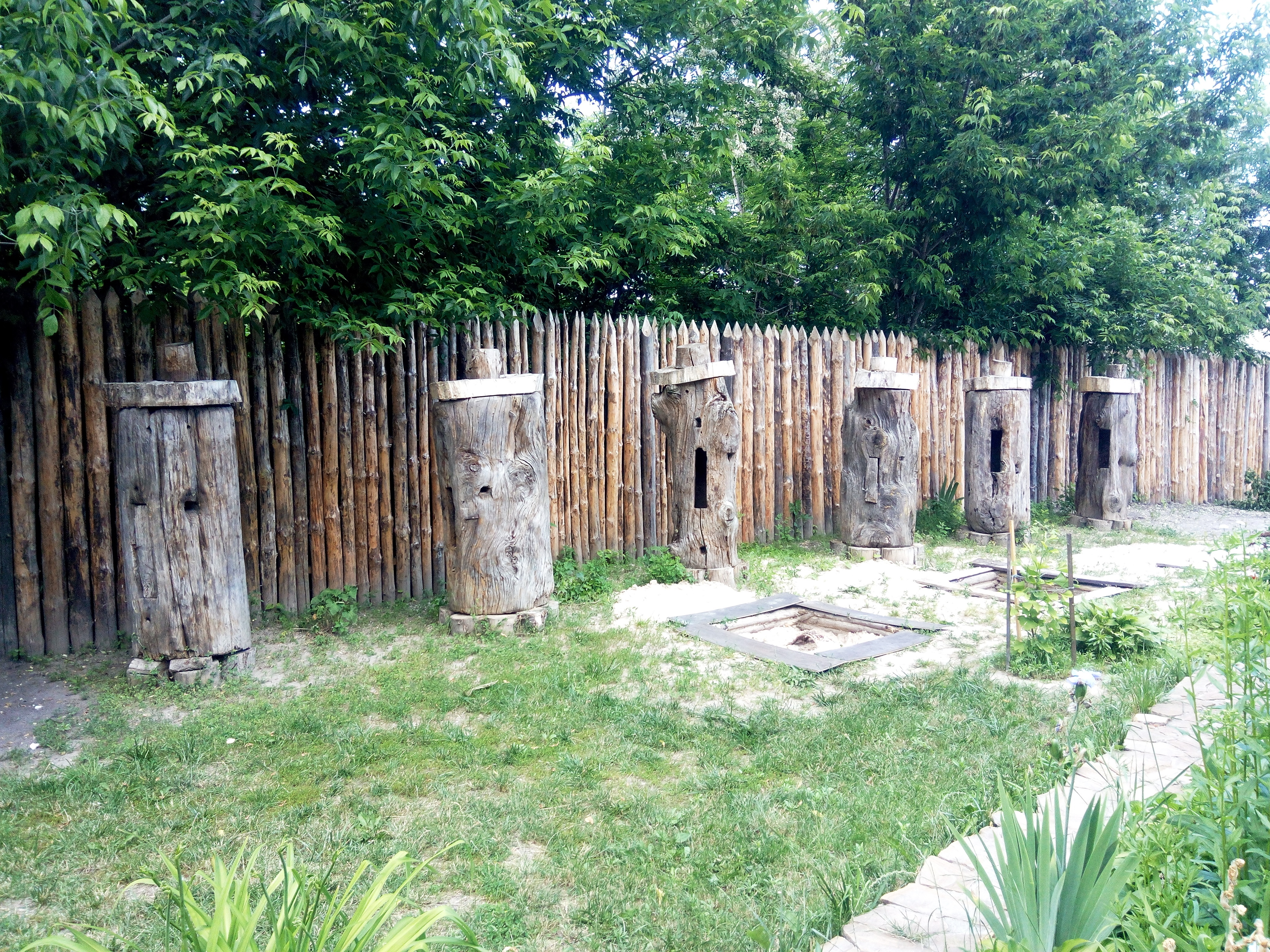
Колодное пчеловодство